# Horacio Arce Fernández
Horacio Arce Fernández (Santiago, 15 de diciembre de 1909-Ibíd, ¿?) fue un militar, diplomático y político chileno, que se desempeñó como ministro de Estado de su país, durante el segundo gobierno del presidente Carlos Ibáñez del Campo.

## Familia
Nació en Santiago de Chile el 15 de diciembre de 1909, hijo de Horacio Arce y Pilar Fernández. Se casó en 1935 con María Inés del Pilar Aguirre Casanueva, con quien tuvo cuatro hijos.

## Carrera militar
Ingresó a la Escuela Militar del Libertador Bernardo O'Higgins en 1924, egresando el 16 de enero de 1926 con el grado de subteniente.
El 30 de diciembre de 1929 fue ascendido a teniente, el 18 de junio de 1935 a capitán y el 3 de noviembre de 1941 a mayor. Ostentando este último rango, el 17 de marzo de 1947, fue designado como agregado militar de la embajada de Chile en Paraguay, puesto que ejerció hasta el 10 de marzo de 1947. El 13 de mayo de ese año, recibió por parte del gobierno paraguayo, la Orden Nacional del Mérito en el grado de comendador.
Seguidamente, el 30 de enero de 1948, fue ascendido a teniente coronel y el 20 de enero de 1953 a coronel. El 4 de junio de 1954, fue nombrado por el presidente Carlos Ibáñez del Campo como subsecretario de Guerra, función que cumplió hasta el 6 de junio de 1955. Simultáneamente, entre el 15 de junio de 1954 y el 26 de abril de 1955, sirvió como consejero de la Caja de Previsión de la Defensa Nacional (Capredena). A contar de esa fecha, actuó comandado por el Ejército a presenciar las maniobras defensivas del canal de Panamá; manteniéndose en esa misión hasta el 7 de mayo de 1955. A partir del 2 de junio de ese año, fue nombrado como agregado militar de la embajada chilena en Estados Unidos. Regresó a Chile el 18 de abril de 1956 y se le ascendió a general de brigada. De la misma manera, el 6 de agosto de 1956, el gobierno estadounidense lo condecoró con la Legión al Mérito en el grado de oficial.
Paralelamente, se desempeñó como profesor de diversas materias en las escuelas de Artillería, Militar y Academia de Guerra del Ejército de Chile, fungiendo como director de esta última entre el 18 de octubre de 1956 y el 23 de marzo de 1957.

### Ministro de Estado
El 23 de abril de 1957, fue posicionado como titular del Ministerio de Economía y Comercio, desempeñándose como tal hasta el 28 de octubre del mismo año. Como ministro de esa cartera, entre el 14 y el 20 de agosto, integró la comisión que acompañó al presidente Carlos Ibáñez del Campo en una visita oficial a Paraguay. Por ese motivo, fue subrogado en el cargo por el ministro de Educación Pública, Manuel Quintana Oyarzún.
El 9 de septiembre de 1957, asumió en calidad de subrogante, el Ministerio del Interior en reemplazo de Francisco O'Ryan Orrego; desde el 28 octubre, pasó a ocupar el puesto en grado de suplente hasta el 11 de noviembre, cuando se lo entregó nuevamente a O'Ryan.

### Actividades posteriores
El 4 de febrero de 1959, Ibáñez del Campo le confirió el ascenso a general de división, y entre el 17 de febrero y el 4 de marzo de 1961, fue una vez más comisionado por el ejército chileno a una demostración de armas llevada a cabo en la zona del canal, Panamá. Asimismo, el 16 de marzo de 1961, fue comisionado a Ecuador en una visita de inspección a un grupo de profesores del ejército chileno que se encontraba en ese país. Por último, desde el 21 de septiembre hasta el 15 de octubre del mencionado año, viajó en comisión a Estados Unidos con el objetivo de participar en un viaje de orientaciones.
El 2 de enero de 1962, con 38 años de servicio, se acogió al retiro absoluto del Ejército. Una década después, en diciembre de 1977, fue designado por el general Augusto Pinochet como embajador de Chile en Canadá, sirviendo hasta 1977. Falleció en Santiago de Chile.

#### Historial militar
Su historial de ascensos en el Ejército de Chile fue el siguiente:
- 1924: Cadete de la Escuela Militar del Libertador Bernardo O'Higgins
- 1926: Subteniente
- 1929: Teniente
- 1935: Capitán
- 1941: Mayor
- 1948: Teniente coronel
- 1953: Coronel
- 1956: General de brigada
- 1959: General de división